# 杨叶椴
杨叶椴（学名：Tilia populifolia）是锦葵科椴树属的植物，为中国的特有植物。分布于中国大陆的四川、湖南等地，生长于海拔1,620米至1,700米的地区，多生长于林中及山顶林中，目前已由人工引种栽培。